# Anestesia
In medicina, il termine anestesia indica l'abolizione della sensibilità, della coscienza, e del dolore, unitamente al rilassamento muscolare. 
L'anestesiologia è quindi quella branca della medicina che si occupa di annullare la sensibilità dolorifica e la coscienza durante un intervento di chirurgia o durante una procedura invasiva. 
La parola fu inventata dal medico e poeta Oliver Wendell Holmes, che la mutuò dal greco ἀναισθησία (mancanza della sensibilità). Egli coniò il termine in una lettera diretta al dentista William Green Morton, il primo medico a dimostrare pubblicamente l'efficacia anestetica dell'etere durante un'operazione chirurgica. Il termine può anche indicare un sintomo di molte malattie nervose.
Gli scopi dell'anestesia sono: la soppressione dello stato di coscienza (ipnosi), l'abolizione del dolore (analgesia), il rilassamento dei muscoli (miorisoluzione), l'abolizione del ricordo (amnesia) e la riduzione delle complicazioni legate allo stress chirurgico.
È indispensabile in ogni tipo di chirurgia, in quanto consente ai pazienti di essere sottoposti ad interventi e ad altre procedure (TAC, endoscopia) anche molto invasive senza dolore ed ansia e proteggendo l'organismo dal trauma dell'intervento stesso. I progressi della chirurgia maggiore sono dovuti principalmente ai progressi della moderna anestesia, che permette di anestetizzare praticamente qualsiasi tipo di paziente, qualunque sia la sua condizione di salute ed i rischi connessi.
L'anestesia generale viene realizzata mediante farmaci che inducono uno stato di narcosi, ovvero una condizione di perdita di coscienza in cui possono essere alterate in varia misura anche le funzioni vegetative. I farmaci che inducono la narcosi possono essere somministrati dall'anestesista principalmente per due vie: quella iniettiva (nello specifico quella endovenosa) e quella inalatoria.

## Storia dell'anestesiologia
Per la necessità di ridurre la sofferenza fisica, l'umanità ha da sempre studiato modi di alleviare il dolore: già nel 3000 a.C. in Mesopotamia si "narcotizzava" il paziente comprimendo la carotide per far perdere coscienza.
In seguito, gli Egizi utilizzarono dapprima la neve, con lo scopo di diminuire la sensibilità e ridurre la circolazione sanguigna e, in seguito, la cosiddetta "pietra di Menfi".
Nel mondo romano, inoltre, Plinio il Vecchio attribuiva proprietà sedative ed anche poteri magici alla mandragora.
Con l'avanzare delle conoscenze erboristiche, i medici iniziarono a praticare l'anestesia per mezzo di somministrazioni delle più varie sostanze (hashish, oppio, alcool, ecc) o tramite l'ischemia dell'arto. Sono note ricette di anestetico risalenti al IX secolo (Montecassino), al XIII secolo (Bologna) ed al XV secolo (ricettario di Caterina Sforza).
Per parlare di anestesiologia moderna si deve aspettare l'epoca dei lumi. È infatti nell'ultimo decennio del Settecento che troviamo Joseph Priestley e Sir Humphry Davy intenti a sperimentare il protossido d'azoto (il cosiddetto "gas esilarante"). Dopo circa vent'anni Michael Faraday conduce esperimenti sull'etere dietilico.
Il primo medico ad usare la tecnica inalatoria fu il dentista Horace Wells nel 1844.  La leggenda vuole che Wells abbia osservato le reazioni al protossido e all'etere durante gli spettacoli di un saltimbanco e abbia sperimentato poi su se stesso l'efficacia anestetica dell'etere. 
Il più famoso pioniere dell'anestesiologia, che ne è erroneamente ritenuto il padre, è però il dottor William Green Morton, dentista in Boston che lavorava al Massachusetts General Hospital, che pubblicò innumerevoli articoli sulla narcosi. Già nel settembre del 1846 Morton usò l'etere per estrarre un dente e il 16 ottobre 1846 presentò alla comunità scientifica una sfera di vetro dotata di due valvole (una di uscita ed una di entrata) al cui interno era posizionata una spugna imbevuta di etere. Fece inspirare i vapori al signor Gilbert Abbott al quale il dottor John Collins Warren, chirurgo, doveva asportare un tumore al collo. La sedazione riuscì e l'intervento fu eseguito in maniera veloce e indolore. Nacque così l'anestesiologia moderna. Questa scoperta fu portata all'attenzione della comunità scientifica mondiale con la pubblicazione, il 18 novembre 1846, di un articolo sul Boston Medical and Surgical Journal.
Nonostante l'innovativa scoperta e l'importanza dell'anestesia, il dottor Wells ed il dottor Morton, a cui la storia della medicina deve tanto, non ebbero vita facile. Wells, infatti, tra il 1847 ed il 1848 pubblicò diversi articoli per reclamare la paternità della scoperta e iniziò a sperimentare il cloroformio (messo a punto nel 1831 dai chimici Samuel Guthrie e Eugene Souberrain). Diventato dipendente da quest'ultima sostanza, morì suicida (tagliandosi le vene delle gambe e tenendo un fazzoletto imbevuto di cloroformio in bocca) dopo esser stato arrestato per aver gettato dell'acido su alcune prostitute di Broadway, proprio mentre a Parigi la comunità scientifica gli stava riconoscendo la paternità delle innovazioni mediche da lui scoperte. Morton invece cercò di nascondere la vera natura dell'etere e lo brevettò con il nome di letheon. Non ci volle molto a scoprire che in realtà era semplice etere dietilico. Il brevetto non gli fu riconosciuto e finì, dipendente dall'etere, a vivere una vita sconosciuta a Boston.
Nel 1849 il dottor Crawford Williamson Long iniziò a pubblicare i risultati dei suoi studi sull'utilizzo dell'etere nelle operazioni chirurgiche a partire dal 1842, reclamando la paternità della scoperta. 
In Europa l'etere fu usato per la prima volta in un intervento chirurgico dal dottor Robert Liston il 21 dicembre 1846.
In Italia la prima applicazione dell'etere come anestetico avvenne il 2 febbraio 1847 all'ospedale Maggiore di Milano.
Sempre in Italia grazie all'industria chimica Brambilla (del gruppo Società di Costruzioni A. Brambilla), sezione fabbrica dei gas, si ebbe la prima produzione nazionale di apparecchi per anestesia e gas anestetici. Il dottor Baldo Bruno, medico ed ufficiale nelle sue pubblicazioni scientifiche lo comunicò alla nazione; di questo c'è testimonianza in: 
- La Ricerca scientifica ed il progresso tecnico nell'economia nazionale, Volume 6
- Clinica chirurgica volume 7

Nel secondo dopoguerra, gli studi sui curari sintetici svolti dal professor Paolo Mantegazza modificarono radicalmente l'utilizzo e i disciplinari delle pratiche anestesiologiche, rendendo possibile lo sviluppo di nuove tecniche chirurgiche.

## Tipi di anestesia
Esistono differenti tecniche di anestesia:
- Anestesia topica o di superficie: è un'abolizione reversibile della sensibilità in una piccola parte del corpo mediante la somministrazione esterna e localizzata di anestetici sotto forma di creme, unguenti, gel o spray, in genere su una zona di cute o mucosa.
- Anestesia locale: è un'abolizione reversibile della sensibilità in una piccola parte del corpo mediante la somministrazione localizzata di anestetici attraverso infiltrazione della cute o del sottocutaneo nella zona interessata dall'intervento.
- Anestesia loco-regionale o regionale: è un'abolizione reversibile della sensibilità e della motilità in una regione del corpo mediante l'iniezione selettiva di anestetico intorno ad un tronco o un plesso nervoso (anestesia tronculare o plessica), oppure a livello midollare (anestesia subaracnoidea) o perimidollare (anestesia epidurale). Con l'anestesia loco-regionale solo una zona specifica del corpo è anestetizzata: il dolore proveniente da questa zona viene bloccato e non arriva al cervello. I vantaggi sono: eliminazione del dolore senza abolizione della coscienza e riduzione degli effetti collaterali tipici della anestesia generale (gola dolente, nausea, vomito). L'anestesia loco-regionale è basata sull'uso di farmaci anestetici locali ai quali possono essere aggiunti, secondo la sede e la tipologia di anestesia, farmaci coadiuvanti (oppioidi, clonidina) che potenziano o prolungano l'effetto degli anestetici locali. L'anestetico locale per essere efficace deve essere iniettato il più vicino possibile alle strutture nervose che innervano la parte del corpo che si vuole rendere insensibile. Per ottenere questo risultato sono state studiate numerose tecniche: tecnica del mandrino liquido (epidurale), fuoriuscita di liquor (subaracnoidea), puntura secondo reperi anatomici con ricerca della parestesia, puntura secondo reperi anatomici con uso di un elettroneurostimolatore (ENS). Un'evoluzione dell'anestesia locoregionale è rappresentata dall'uso degli ultrasuoni per l'esecuzione dei blocchi. L'uso dell'ecografia sta progressivamente risolvendo il limite di dover eseguire i blocchi nervosi alla "cieca" (ossia solo in virtù di reperi anatomici classici). La visualizzazione diretta ecografica delle strutture nervose (singoli nervi o plessi) consente di seguire in tempo reale la diffusione dell'anestetico intorno alla struttura "target", aumentando le percentuali di riuscita del blocco con la possibilità di somministrare un quantitativo ridotto di anestetico locale.
- Sedazione: può essere profonda o cosciente; è utilizzata per procedure diagnostiche o terapeutiche moderatamente dolorose, quali le endoscopie, o in associazione a un'anestesia locale.
- Anestesia generale: è caratterizzata da tre eventi: totale perdita di coscienza, analgesia completa e totale rilasciamento muscolare (anche dei muscoli respiratori, quindi il paziente durante l'intervento non respira autonomamente e deve essere collegato ad un respiratore meccanico); può essere totalmente endovenosa (TIVA) se questi tre aspetti dell'anestesia generale sono ottenuti esclusivamente con farmaci somministrati per via venosa, oppure inalatoria se realizzata con anestetici volatili dati attraverso la via respiratoria.
È il tipo di anestesia più usato, in particolare negli interventi di lunga durata che richiedono incoscienza del paziente e rilassamento muscolare prolungato. Durante l'anestesia generale tutto il corpo è paralizzato, il cervello è profondamente addormentato ed il paziente non può in alcun modo percepire nulla o ricordare l'operazione subita. È un metodo multifarmacologico (si usano molti farmaci combinati).
- Anestesia blended: cioè l'associazione di due tecniche precedentemente citate; l'anestesia locoregionale (peridurale), associata ad una sedazione profonda o all'anestesia generale. Questa tecnica permette di gestire meglio l'analgesia, sia durante che dopo l'intervento chirurgico; ma allo stesso modo, permette di effettuare un'anestesia più bilanciata e meglio sopportata da pazienti in precarie condizioni di salute.